# Sanguisorba albanica
Sanguisorba albanica är en rosväxtart som beskrevs av József Andrasovszky, Jáv.. Sanguisorba albanica ingår i släktet storpimpineller, och familjen rosväxter. Inga underarter finns listade i Catalogue of Life.